# Liga Campionilor EHF Feminin 2022-2023 - faza grupelor
Acest articol descrie faza grupelor a Ligii Campionilor EHF Feminin 2022-2023, care s-a desfășurat între 10/11 septembrie 2022 și 11/12 februarie 2023. La finalul ei, 12 echipe au avansat în fazele eliminatorii ale competiției.

### Distribuția în urnele valorice
Repartizarea echipelor în urnele valorice a fost anunțată pe 30 iunie 2022. Din fiecare urnă, câte două echipe au fost extrase în Grupa A și alte două în Grupa B. Echipele din aceeași țară nu au putut fi extrase în aceeași grupă.
| Urna 1                                                              | Urna a 2-a                                                 | Urna a 3-a                                                                | Urna a 4-a                                                           |
| ------------------------------------------------------------------- | ---------------------------------------------------------- | ------------------------------------------------------------------------- | -------------------------------------------------------------------- |
| Vipers Kristiansand Győri Audi ETO KC Metz Handball Odense Håndbold | CS Rapid București ŽRK Budućnost RK Krim SG BBM Bietigheim | Storhamar HE FTC-Rail Cargo Hungaria Brest Bretagne Handball Team Esbjerg | DHK Baník Most RK Lokomotiva Zagreb Kastamonu Bld. GSK CSM București |

## Tragerea la sorți
Tragerea la sorți a avut loc pe 1 iulie 2022, de la ora locală 11:00, la sediul EHF de la Viena, Austria, și a fost transmisă în direct pe canalul ehfTV, pe canalul YouTube Home of Handball și pe contul de Facebook al Ligii Campionilor EHF, fiind acoperită și pe rețelele de socializare Twitter și Instagram.

## Format
Partidele s-au desfășurat după sistemul fiecare cu fiecare, cu meciuri pe teren propriu și în deplasare.

## Departajare
În faza grupelor echipele au fost departajate pe bază de punctaj (2 puncte pentru victorie, 1 punct pentru meci egal, 0 puncte pentru înfrângere). La terminarea fazei grupelor, acolo unde două sau mai multe echipe dintr-o grupă au acumulat același număr de puncte, departajarea lor s-a făcut conform capitolului 4.3, secțiunea 4.3.1.1 din regulament, ținând cont de următoarele criterii și în următoarea ordine:
1. Cel mai mare număr de puncte obținute în meciurile directe;
2. Golaveraj superior în meciurile directe;
3. Cel mai mare număr de goluri înscrise în meciurile directe (sau în meciul din deplasare, în cazul sistemului tur-retur);
4. Golaveraj superior în toate meciurile din grupă;
5. Cel mai bun golaveraj pozitiv în toate meciurile din grupă;

Regulamentul preciza că, după folosirea criteriilor de mai sus pentru a determina locul uneia din echipele cu punctaj egal, criteriile urmau să fie din nou folosite în aceeași ordine până la determinarea locurilor tuturor echipelor. În situația în care echipele ar fi rămas la egalitate și după folosirea criteriilor de mai sus, atunci Federația Europeană de Handbal urma să ia o decizie de departajare prin tragere la sorți, dar o astfel de situație nu s-a ivit.
În timpul fazei grupelor, doar criteriile 4–5 s-au folosit pentru a determina clasamentul provizoriu al echipelor.

## Grupele
Meciurile au fost prevăzute să se desfășoare pe 10–11 septembrie 2022, 17–18 septembrie, 24–25 septembrie, 15–16 octombrie, 22–23 octombrie, 3–4 decembrie, 10–11 decembrie, 17–18 decembrie, 7–8 ianuarie 2023, 14–15 ianuarie, 21–22 ianuarie, 4–5 februarie și 11–12 februarie 2023.

### Grupa A
| Loc | Echipa                  | MJ | V  | E | Î  | GM  | GP  | DG   | Pct | Calificare           |
| --- | ----------------------- | -- | -- | - | -- | --- | --- | ---- | --- | -------------------- |
| 1   | Vipers Kristiansand     | 14 | 11 | 1 | 2  | 456 | 373 | +83  | 23  | Sferturile de finală |
| 2   | CSM București           | 14 | 10 | 2 | 2  | 439 | 386 | +53  | 22  | Sferturile de finală |
| 3   | Odense Håndbold         | 14 | 8  | 0 | 6  | 398 | 373 | +25  | 16  | Playoff              |
| 4   | FTC-Rail Cargo Hungaria | 14 | 7  | 1 | 6  | 407 | 374 | +33  | 15  | Playoff              |
| 5   | RK Krim Mercator        | 14 | 6  | 0 | 8  | 399 | 405 | −6   | 12  | Playoff              |
| 6   | Brest Bretagne Handball | 14 | 5  | 2 | 7  | 377 | 378 | −1   | 12  | Playoff              |
| 7   | SG BBM Bietigheim       | 14 | 5  | 2 | 7  | 432 | 388 | +44  | 12  |                      |
| 8   | DHK Baník Most          | 14 | 0  | 0 | 14 | 347 | 578 | −231 | 0   |                      |

1. 1 2 3  Krim 6 puncte, golaveraj +4; Brest 3 puncte, golaveraj 0; Bietigheim 3 puncte, golaveraj −4

| 10 septembrie 2022 16:00 | FTC-Rail Cargo Hungaria | 27 – 23 | Odense Håndbold | ÉRD Aréna, Érd Asistență: 1400 Arbitri: Merz, Kuttler |
| 10 septembrie 2022 16:00 | Bölk, Klujber 7         | (12–12) | Rej 7           | ÉRD Aréna, Érd Asistență: 1400 Arbitri: Merz, Kuttler |
| 10 septembrie 2022 16:00 | 1× 3×                   | Raport  | 1×              | ÉRD Aréna, Érd Asistență: 1400 Arbitri: Merz, Kuttler |

| 10 septembrie 2022 18:00 | Vipers Kristiansand | 31 – 24 | Brest Bretagne Handball | Aquarama Kristiansand, Kristiansand Asistență: 1277 Arbitri: Christiansen, Hansen |
| 10 septembrie 2022 18:00 | Jeřábková 8         | (18–13) | Jauković 6              | Aquarama Kristiansand, Kristiansand Asistență: 1277 Arbitri: Christiansen, Hansen |
| 10 septembrie 2022 18:00 | 1× 3×               | Raport  | 3× 1×                   | Aquarama Kristiansand, Kristiansand Asistență: 1277 Arbitri: Christiansen, Hansen |

| 11 septembrie 2022 14:00 | DHK Baník Most | 23 – 46 | SG BBM Bietigheim | Rocknet aréna, Chomutov Asistență: 850 Arbitri: Antić, Jakovljević |
| 11 septembrie 2022 14:00 | Smetková 7     | (12–23) | Maidhof, Malá 6   | Rocknet aréna, Chomutov Asistență: 850 Arbitri: Antić, Jakovljević |
| 11 septembrie 2022 14:00 | 2× 1×          | Raport  | 1× 2×             | Rocknet aréna, Chomutov Asistență: 850 Arbitri: Antić, Jakovljević |

| 11 septembrie 2022 16:00 | CSM București | 30 – 28 | RK Krim Mercator | Sala Polivalentă, București Asistență: 3200 Arbitri: Vujačić, Kažanegra |
| 11 septembrie 2022 16:00 | Zaadi Deuna 9 | (17–19) | Radičević 9      | Sala Polivalentă, București Asistență: 3200 Arbitri: Vujačić, Kažanegra |
| 11 septembrie 2022 16:00 | 4× 1×         | Raport  | 3×               | Sala Polivalentă, București Asistență: 3200 Arbitri: Vujačić, Kažanegra |

| 18 septembrie 2022 14:00 | RK Krim Mercator | 21 – 27 | Vipers Kristiansand | Arena Stožice, Ljubljana Asistență: 550 Arbitri: Andorka, Hucker |
| 18 septembrie 2022 14:00 | Dmitrieva 8      | (11–13) | Jeřábková 8         | Arena Stožice, Ljubljana Asistență: 550 Arbitri: Andorka, Hucker |
| 18 septembrie 2022 14:00 | 1×               | Raport  | 1× 2×               | Arena Stožice, Ljubljana Asistență: 550 Arbitri: Andorka, Hucker |

| 18 septembrie 2022 14:00 | SG BBM Bietigheim | 40 – 20 | FTC-Rail Cargo Hungaria | Arena Ludwigsburg, Ludwigsburg Asistență: 1721 Arbitri: Carmaux, Mursch |
| 18 septembrie 2022 14:00 | Maidhof 9         | (18–9)  | Klujber 6               | Arena Ludwigsburg, Ludwigsburg Asistență: 1721 Arbitri: Carmaux, Mursch |
| 18 septembrie 2022 14:00 | 1×                | Raport  | 4×                      | Arena Ludwigsburg, Ludwigsburg Asistență: 1721 Arbitri: Carmaux, Mursch |

| 18 septembrie 2022 16:00 | Odense Håndbold | 41 – 22 | DHK Baník Most | Sydbank Arena, Odense Asistență: 1633 Arbitri: Sá, Sá |
| 18 septembrie 2022 16:00 | Housheer 7      | (24–11) | Smetková 5     | Sydbank Arena, Odense Asistență: 1633 Arbitri: Sá, Sá |
| 18 septembrie 2022 16:00 | 2×              | Raport  | 5×             | Sydbank Arena, Odense Asistență: 1633 Arbitri: Sá, Sá |

| 18 septembrie 2022 16:00 | Brest Bretagne Handball | 26 – 33 | CSM București | Brest Arena, Brest Asistență: 2955 Arbitri: Hatipoğlu, Şimşek |
| 18 septembrie 2022 16:00 | Jauković 7              | (13–17) | Omoregie 6    | Brest Arena, Brest Asistență: 2955 Arbitri: Hatipoğlu, Şimşek |
| 18 septembrie 2022 16:00 | 4× 2×                   | Raport  | 5×            | Brest Arena, Brest Asistență: 2955 Arbitri: Hatipoğlu, Şimşek |

| 24 septembrie 2022 16:00 | FTC-Rail Cargo Hungaria | 20 – 21 | Brest Bretagne Handball | ÉRD Aréna, Érd Asistență: 1800 Arbitri: Vujačić, Kažanegra |
| 24 septembrie 2022 16:00 | Klujber 8               | (9–12)  | Jauković 12             | ÉRD Aréna, Érd Asistență: 1800 Arbitri: Vujačić, Kažanegra |
| 24 septembrie 2022 16:00 | 3× 2×                   | Raport  | 4×                      | ÉRD Aréna, Érd Asistență: 1800 Arbitri: Vujačić, Kažanegra |

| 24 septembrie 2022 16:00 | DHK Baník Most | 29 – 42 | RK Krim Mercator  | Rocknet aréna, Chomutov Asistență: 500 Arbitri: Christidi, Papamattheou |
| 24 septembrie 2022 16:00 | Stříšková 8    | (13–21) | patru jucătoare 6 | Rocknet aréna, Chomutov Asistență: 500 Arbitri: Christidi, Papamattheou |
| 24 septembrie 2022 16:00 | 5×             | Raport  | 4× 1×             | Rocknet aréna, Chomutov Asistență: 500 Arbitri: Christidi, Papamattheou |

| 24 septembrie 2022 18:00 | Vipers Kristiansand | 34 – 27 | Odense Håndbold     | Aquarama Kristiansand, Kristiansand Asistență: 1382 Arbitri: Vranes, Wenninger |
| 24 septembrie 2022 18:00 | Dahl 7              | (16–10) | Rej, Van Wetering 7 | Aquarama Kristiansand, Kristiansand Asistență: 1382 Arbitri: Vranes, Wenninger |
| 24 septembrie 2022 18:00 | 5×                  | Raport  | 2× 1×               | Aquarama Kristiansand, Kristiansand Asistență: 1382 Arbitri: Vranes, Wenninger |

| 25 septembrie 2022 16:00 | CSM București | 28 – 28 | SG BBM Bietigheim | Sala Polivalentă, București Asistență: 3500 Arbitri: Lidacka, Lesiak |
| 25 septembrie 2022 16:00 | Neagu 8       | (13–16) | Kudłacz-Gloc 5    | Sala Polivalentă, București Asistență: 3500 Arbitri: Lidacka, Lesiak |
| 25 septembrie 2022 16:00 | 4×            | Raport  | 4× 1×             | Sala Polivalentă, București Asistență: 3500 Arbitri: Lidacka, Lesiak |

| 9 octombrie 2022 14:00 | RK Krim Mercator | 30 – 32 | FTC-Rail Cargo Hungaria | Hala Tivoli, Ljubljana Asistență: 525 Arbitri: Metalari, Nikolovski |
| 9 octombrie 2022 14:00 | Radičević 9      | (15–15) | Klujber 12              | Hala Tivoli, Ljubljana Asistență: 525 Arbitri: Metalari, Nikolovski |
| 9 octombrie 2022 14:00 | 2× 1×            | Raport  | 5×                      | Hala Tivoli, Ljubljana Asistență: 525 Arbitri: Metalari, Nikolovski |

| 9 octombrie 2022 16:00 | Brest Bretagne Handball | 31 – 26 | DHK Baník Most | Brest Arena, Brest Asistență: 3694 Arbitri: Barysas, Petrušis |
| 9 octombrie 2022 16:00 | Coatanea, Lassource 5   | (17–14) | Cholevová 10   | Brest Arena, Brest Asistență: 3694 Arbitri: Barysas, Petrušis |
| 9 octombrie 2022 16:00 | 2×                      | Raport  | 1×             | Brest Arena, Brest Asistență: 3694 Arbitri: Barysas, Petrušis |

| 9 octombrie 2022 16:00 | SG BBM Bietigheim             | 32 – 30 | Vipers Kristiansand | Arena Ludwigsburg, Ludwigsburg Asistență: 1803 Arbitri: Praštalo, Balvan |
| 9 octombrie 2022 16:00 | Kudłacz-Gloc, Jensen, Smits 6 | (16–17) | Dahl 7              | Arena Ludwigsburg, Ludwigsburg Asistență: 1803 Arbitri: Praštalo, Balvan |
| 9 octombrie 2022 16:00 | 4× 1×                         | Raport  | 3× 1×               | Arena Ludwigsburg, Ludwigsburg Asistență: 1803 Arbitri: Praštalo, Balvan |

| 9 octombrie 2022 16:00 | Odense Håndbold | 27 – 31 | CSM București | Sydbank Arena, Odense Asistență: 1783 Arbitri: Mata, López |
| 9 octombrie 2022 16:00 | Aardahl 9       | (13–16) | Neagu 10      | Sydbank Arena, Odense Asistență: 1783 Arbitri: Mata, López |
| 9 octombrie 2022 16:00 | 5× 1×           | Raport  | 3× 1×         | Sydbank Arena, Odense Asistență: 1783 Arbitri: Mata, López |

| 15 octombrie 2022 16:00 | FTC-Rail Cargo Hungaria | 26 – 26 | Vipers Kristiansand | ÉRD Aréna, Érd Asistență: 2200 Arbitri: Sá, Sá |
| 15 octombrie 2022 16:00 | Klujber 6               | (12–14) | Viahireva 8         | ÉRD Aréna, Érd Asistență: 2200 Arbitri: Sá, Sá |
| 15 octombrie 2022 16:00 | 3× 2×                   | Raport  | 5× 1×               | ÉRD Aréna, Érd Asistență: 2200 Arbitri: Sá, Sá |

| 15 octombrie 2022 18:00 | Brest Bretagne Handball | 21 – 25 | Odense Håndbold | Brest Arena, Brest Asistență: 3081 Arbitri: Antić, Jakovljević |
| 15 octombrie 2022 18:00 | Foppa, Jauković 4       | (8–16)  | Løseth 8        | Brest Arena, Brest Asistență: 3081 Arbitri: Antić, Jakovljević |
| 15 octombrie 2022 18:00 | 3×                      | Raport  | 4× 2×           | Brest Arena, Brest Asistență: 3081 Arbitri: Antić, Jakovljević |

| 16 octombrie 2022 14:00 | SG BBM Bietigheim | 30 – 23 | RK Krim Mercator | Arena Ludwigsburg, Ludwigsburg Asistență: 953 Arbitri: Vranes, Wenninger |
| 16 octombrie 2022 14:00 | Maidhof 6         | (15–14) | Dmitrieva 6      | Arena Ludwigsburg, Ludwigsburg Asistență: 953 Arbitri: Vranes, Wenninger |
| 16 octombrie 2022 14:00 | 4×                | Raport  | 3× 1×            | Arena Ludwigsburg, Ludwigsburg Asistență: 953 Arbitri: Vranes, Wenninger |

| 16 octombrie 2022 16:00 | CSM București | 40 – 25 | DHK Baník Most | Sala Polivalentă, București Asistență: 3560 Arbitri: Kijauskaitė, Žalienė |
| 16 octombrie 2022 16:00 | Neagu 5       | (25–13) | Cholevová 6    | Sala Polivalentă, București Asistență: 3560 Arbitri: Kijauskaitė, Žalienė |
| 16 octombrie 2022 16:00 | 2× 3×         | Raport  | 7× 1×          | Sala Polivalentă, București Asistență: 3560 Arbitri: Kijauskaitė, Žalienė |

| 22 octombrie 2022 16:00 | DHK Baník Most | 27 – 46 | FTC-Rail Cargo Hungaria | Rocknet aréna, Chomutov Asistență: 680 Arbitri: Mata, López |
| 22 octombrie 2022 16:00 | Cholevová 7    | (11–26) | Klujber 11              | Rocknet aréna, Chomutov Asistență: 680 Arbitri: Mata, López |
| 22 octombrie 2022 16:00 | 3×             | Raport  | 5×                      | Rocknet aréna, Chomutov Asistență: 680 Arbitri: Mata, López |

| 22 octombrie 2022 18:00 | Vipers Kristiansand | 35 – 29 | CSM București | Aquarama Kristiansand, Kristiansand Asistență: 1901 Arbitri: Tzaferopoulos, Bethmann |
| 22 octombrie 2022 18:00 | Jeřábková 11        | (15–15) | Neagu 10      | Aquarama Kristiansand, Kristiansand Asistență: 1901 Arbitri: Tzaferopoulos, Bethmann |
| 22 octombrie 2022 18:00 | 5× 1×               | Raport  | 3×            | Aquarama Kristiansand, Kristiansand Asistență: 1901 Arbitri: Tzaferopoulos, Bethmann |

| 23 octombrie 2022 14:00 | RK Krim Mercator | 24 – 22 | Brest Bretagne Handball | Arena Stožice, Ljubljana Asistență: 713 Arbitri: Duplîi, Pobedrina |
| 23 octombrie 2022 14:00 | Radičević 6      | (12–10) | Carlson 6               | Arena Stožice, Ljubljana Asistență: 713 Arbitri: Duplîi, Pobedrina |
| 23 octombrie 2022 14:00 | 6× 1×            | Raport  | 3× 1×                   | Arena Stožice, Ljubljana Asistență: 713 Arbitri: Duplîi, Pobedrina |

| 23 octombrie 2022 16:00 | Odense Håndbold | 31 – 24 | SG BBM Bietigheim | Sydbank Arena, Odense Asistență: 1978 Arbitri: Metalari, Nikolovski |
| 23 octombrie 2022 16:00 | Højlund 10      | (14–12) | Maidhof 7         | Sydbank Arena, Odense Asistență: 1978 Arbitri: Metalari, Nikolovski |
| 23 octombrie 2022 16:00 | 4× 2×           | Raport  | 5×                | Sydbank Arena, Odense Asistență: 1978 Arbitri: Metalari, Nikolovski |

| 3 decembrie 2022 16:00 | DHK Baník Most          | 21 – 43 | Vipers Kristiansand | Rocknet aréna, Chomutov Asistență: 950 Arbitri: Lidacka, Lesiak |
| 3 decembrie 2022 16:00 | Andrýsková, Stříšková 5 | (15–20) | Jeřábková 11        | Rocknet aréna, Chomutov Asistență: 950 Arbitri: Lidacka, Lesiak |
| 3 decembrie 2022 16:00 | 3×                      | Raport  | 1×                  | Rocknet aréna, Chomutov Asistență: 950 Arbitri: Lidacka, Lesiak |

| 4 decembrie 2022 14:00 | RK Krim Mercator             | 23 – 29 | Odense Håndbold         | Hala Tivoli, Ljubljana Asistență: 1125 Arbitri: Hatipoğlu, Şimşek |
| 4 decembrie 2022 14:00 | Lazović, Radičević, Stanko 4 | (15–11) | Aardahl, Van Wetering 6 | Hala Tivoli, Ljubljana Asistență: 1125 Arbitri: Hatipoğlu, Şimşek |
| 4 decembrie 2022 14:00 | 2×                           | Raport  | 3× 1×                   | Hala Tivoli, Ljubljana Asistență: 1125 Arbitri: Hatipoğlu, Şimşek |

| 4 decembrie 2022 16:00 | SG BBM Bietigheim | 25 – 25 | Brest Bretagne Handball | Arena Ludwigsburg, Ludwigsburg Asistență: 1211 Arbitri: Panayides, Andreou |
| 4 decembrie 2022 16:00 | Dulfer 7          | (14–13) | Toublanc 7              | Arena Ludwigsburg, Ludwigsburg Asistență: 1211 Arbitri: Panayides, Andreou |
| 4 decembrie 2022 16:00 | 3× 1×             | Raport  | 3× 1×                   | Arena Ludwigsburg, Ludwigsburg Asistență: 1211 Arbitri: Panayides, Andreou |

| 4 decembrie 2022 16:00 | CSM București | 30 – 24 | FTC-Rail Cargo Hungaria | Sala Polivalentă, București Asistență: 4700 Arbitri: Jović, Arnautović |
| 4 decembrie 2022 16:00 | Neagu 13      | (10–11) | Malestein 5             | Sala Polivalentă, București Asistență: 4700 Arbitri: Jović, Arnautović |
| 4 decembrie 2022 16:00 | 1×            | Raport  | 2× 3×                   | Sala Polivalentă, București Asistență: 4700 Arbitri: Jović, Arnautović |

| 10 decembrie 2022 16:00 | FTC-Rail Cargo Hungaria | 29 – 33 | CSM București | ÉRD Aréna, Érd Asistență: 2000 Arbitri: Antić, Jakovljević |
| 10 decembrie 2022 16:00 | Bölk, Klujber, Márton 5 | (11–17) | Pintea 6      | ÉRD Aréna, Érd Asistență: 2000 Arbitri: Antić, Jakovljević |
| 10 decembrie 2022 16:00 |                         | Raport  | 2× 1×         | ÉRD Aréna, Érd Asistență: 2000 Arbitri: Antić, Jakovljević |

| 10 decembrie 2022 18:00 | Vipers Kristiansand | 39 – 24 | DHK Baník Most | Aquarama Kristiansand, Kristiansand Asistență: 1121 Arbitri: Nygaard, Pedersen |
| 10 decembrie 2022 18:00 | Høve, Jeřábková 7   | (18–10) | Cholevová 14   | Aquarama Kristiansand, Kristiansand Asistență: 1121 Arbitri: Nygaard, Pedersen |
| 10 decembrie 2022 18:00 | 1×                  | Raport  | 3×             | Aquarama Kristiansand, Kristiansand Asistență: 1121 Arbitri: Nygaard, Pedersen |

| 10 decembrie 2022 18:00 | Brest Bretagne Handball | 32 – 28 | SG BBM Bietigheim | Brest Arena, Brest Asistență: 1489 Arbitri: Cacador, Nicolau |
| 10 decembrie 2022 18:00 | Toublanc 9              | (17–18) | Naidzinavicius 7  | Brest Arena, Brest Asistență: 1489 Arbitri: Cacador, Nicolau |
| 10 decembrie 2022 18:00 | 3×                      | Raport  | 5× 2× 1×          | Brest Arena, Brest Asistență: 1489 Arbitri: Cacador, Nicolau |

| 11 decembrie 2022 16:00 | Odense Håndbold | 26 – 22 | RK Krim Mercator | Sydbank Arena, Odense Asistență: 1778 Arbitri: Praštalo, Balvan |
| 11 decembrie 2022 16:00 | Housheer 8      | (15–11) | Rosiak 6         | Sydbank Arena, Odense Asistență: 1778 Arbitri: Praštalo, Balvan |
| 11 decembrie 2022 16:00 | 3×              | Raport  | 5× 2×            | Sydbank Arena, Odense Asistență: 1778 Arbitri: Praštalo, Balvan |

| 17 decembrie 2022 16:00 | FTC-Rail Cargo Hungaria | 43 – 19 | DHK Baník Most | ÉRD Aréna, Érd Asistență: 1345 Arbitri: Vranes, Wenninger |
| 17 decembrie 2022 16:00 | Klujber 10              | (20–11) | Cholevová 6    | ÉRD Aréna, Érd Asistență: 1345 Arbitri: Vranes, Wenninger |
| 17 decembrie 2022 16:00 | 3×                      | Raport  | 4×             | ÉRD Aréna, Érd Asistență: 1345 Arbitri: Vranes, Wenninger |

| 17 decembrie 2022 18:00 | Brest Bretagne Handball | 22 – 24 | RK Krim Mercator | Brest Arena, Brest Asistență: 3766 Arbitri: Braseth, Sundet |
| 17 decembrie 2022 18:00 | Jauković 6              | (12–10) | Radičević 7      | Brest Arena, Brest Asistență: 3766 Arbitri: Braseth, Sundet |
| 17 decembrie 2022 18:00 | 2×                      | Raport  | 2× 1×            | Brest Arena, Brest Asistență: 3766 Arbitri: Braseth, Sundet |

| 18 decembrie 2022 14:00 | SG BBM Bietigheim | 24 – 27 | Odense Håndbold | Arena Ludwigsburg, Ludwigsburg Asistență: 1912 Arbitri: Vujačić, Kažanegra |
| 18 decembrie 2022 14:00 | Maidhof 6         | (16–13) | Housheer 7      | Arena Ludwigsburg, Ludwigsburg Asistență: 1912 Arbitri: Vujačić, Kažanegra |
| 18 decembrie 2022 14:00 | 2×                | Raport  | 2× 1×           | Arena Ludwigsburg, Ludwigsburg Asistență: 1912 Arbitri: Vujačić, Kažanegra |

| 18 decembrie 2022 16:00 | CSM București | 27 – 24 | Vipers Kristiansand | Sala Polivalentă, București Asistență: 4200 Arbitri: Backović, Palačković |
| 18 decembrie 2022 16:00 | Neagu 9       | (15–16) | Jeřábková 9         | Sala Polivalentă, București Asistență: 4200 Arbitri: Backović, Palačković |
| 18 decembrie 2022 16:00 | 2×            | Raport  | 3× 2×               | Sala Polivalentă, București Asistență: 4200 Arbitri: Backović, Palačković |

| 7 ianuarie 2023 16:00 | DHK Baník Most | 26 – 35 | CSM București | Rocknet aréna, Chomutov Asistență: 546 Arbitri: Duplîi, Pobedrina |
| 7 ianuarie 2023 16:00 | Andrýsková 6   | (10–20) | Neagu 10      | Rocknet aréna, Chomutov Asistență: 546 Arbitri: Duplîi, Pobedrina |
| 7 ianuarie 2023 16:00 | 4×             | Raport  | 3×            | Rocknet aréna, Chomutov Asistență: 546 Arbitri: Duplîi, Pobedrina |

| 7 ianuarie 2023 18:00 | Odense Håndbold          | 25 – 24 | Brest Bretagne Handball | Sydbank Arena, Odense Asistență: 2185 Arbitri: Doicinov, Gorețov |
| 7 ianuarie 2023 18:00 | Housheer, Van Wetering 6 | (14–11) | Brnović, Toublanc 5     | Sydbank Arena, Odense Asistență: 2185 Arbitri: Doicinov, Gorețov |
| 7 ianuarie 2023 18:00 | 2×                       | Raport  | 2× 1×                   | Sydbank Arena, Odense Asistență: 2185 Arbitri: Doicinov, Gorețov |

| 7 ianuarie 2023 18:00 | Vipers Kristiansand    | 27 – 26 | FTC-Rail Cargo Hungaria | Aquarama Kristiansand, Kristiansand Asistență: 1267 Arbitri: Vitaku, Vitaku |
| 7 ianuarie 2023 18:00 | Jeřábková, Viahireva 7 | (15–15) | Bölk 8                  | Aquarama Kristiansand, Kristiansand Asistență: 1267 Arbitri: Vitaku, Vitaku |
| 7 ianuarie 2023 18:00 | 3×                     | Raport  | 5× 1×                   | Aquarama Kristiansand, Kristiansand Asistență: 1267 Arbitri: Vitaku, Vitaku |

| 8 ianuarie 2023 16:00 | RK Krim Mercator | 35 – 28 | SG BBM Bietigheim       | Hala Tivoli, Ljubljana Asistență: 1150 Arbitri: Antić, Jakovljević |
| 8 ianuarie 2023 16:00 | Dmitrieva 12     | (19–14) | Behrend, Kudłacz-Gloc 5 | Hala Tivoli, Ljubljana Asistență: 1150 Arbitri: Antić, Jakovljević |
| 8 ianuarie 2023 16:00 | 6×               | Raport  | 2×                      | Hala Tivoli, Ljubljana Asistență: 1150 Arbitri: Antić, Jakovljević |

| 14 ianuarie 2023 16:00 | FTC-Rail Cargo Hungaria | 37 – 26 | RK Krim Mercator | ÉRD Aréna, Érd Asistență: 2000 Arbitri: Covalciuc, Covalciuc |
| 14 ianuarie 2023 16:00 | Klujber 10              | (19–10) | Dmitrieva 10     | ÉRD Aréna, Érd Asistență: 2000 Arbitri: Covalciuc, Covalciuc |
| 14 ianuarie 2023 16:00 | 5×                      | Raport  | 4× 1×            | ÉRD Aréna, Érd Asistență: 2000 Arbitri: Covalciuc, Covalciuc |

| 14 ianuarie 2023 16:00 | DHK Baník Most | 30 – 46 | Brest Bretagne Handball | Rocknet aréna, Chomutov Asistență: 400 Arbitri: Praštalo, Balvan |
| 14 ianuarie 2023 16:00 | Stříšková 8    | (14–22) | Fauske 7                | Rocknet aréna, Chomutov Asistență: 400 Arbitri: Praštalo, Balvan |
| 14 ianuarie 2023 16:00 | 2×             | Raport  | 2×                      | Rocknet aréna, Chomutov Asistență: 400 Arbitri: Praštalo, Balvan |

| 14 ianuarie 2023 18:00 | CSM București | 40 – 31 | Odense Håndbold | Sala Polivalentă, București Asistență: 5000 Arbitri: Pandžić, Mošorinski |
| 14 ianuarie 2023 18:00 | Neagu 10      | (21–11) | Aardahl 8       | Sala Polivalentă, București Asistență: 5000 Arbitri: Pandžić, Mošorinski |
| 14 ianuarie 2023 18:00 | 1×            | Raport  | 2× 1×           | Sala Polivalentă, București Asistență: 5000 Arbitri: Pandžić, Mošorinski |

| 14 ianuarie 2023 18:00 | Vipers Kristiansand | 34 – 32 | SG BBM Bietigheim        | Aquarama Kristiansand, Kristiansand Asistență: 1265 Arbitri: Mata, López |
| 14 ianuarie 2023 18:00 | Viahireva 9         | (15–17) | Dulfer, Naidzinavicius 6 | Aquarama Kristiansand, Kristiansand Asistență: 1265 Arbitri: Mata, López |
| 14 ianuarie 2023 18:00 | 2×                  | Raport  | 2× 1×                    | Aquarama Kristiansand, Kristiansand Asistență: 1265 Arbitri: Mata, López |

| 21 ianuarie 2023 18:00 | Odense Håndbold    | 24 – 34 | Vipers Kristiansand | Sydbank Arena, Odense Asistență: 1563 Arbitri: Jović, Arnautović |
| 21 ianuarie 2023 18:00 | Højlund, Iversen 6 | (13–15) | Jeřábková 8         | Sydbank Arena, Odense Asistență: 1563 Arbitri: Jović, Arnautović |
| 21 ianuarie 2023 18:00 | 2×                 | Raport  | 4× 1×               | Sydbank Arena, Odense Asistență: 1563 Arbitri: Jović, Arnautović |

| 22 ianuarie 2023 14:00 | Brest Bretagne Handball | 24 – 21 | FTC-Rail Cargo Hungaria | Brest Arena, Brest Asistență: 4000 Arbitri: Lovin, Stancu |
| 22 ianuarie 2023 14:00 | Jauković 7              | (14–10) | Bölk 4                  | Brest Arena, Brest Asistență: 4000 Arbitri: Lovin, Stancu |
| 22 ianuarie 2023 14:00 | 1×                      | Raport  | 2× 1×                   | Brest Arena, Brest Asistență: 4000 Arbitri: Lovin, Stancu |

| 22 ianuarie 2023 14:00 | SG BBM Bietigheim        | 25 – 27 | CSM București | Arena Ludwigsburg, Ludwigsburg Asistență: 2105 Arbitri: Budzák, Záhradník |
| 22 ianuarie 2023 14:00 | Dulfer, Naidzinavicius 5 | (12–15) | Aune 6        | Arena Ludwigsburg, Ludwigsburg Asistență: 2105 Arbitri: Budzák, Záhradník |
| 22 ianuarie 2023 14:00 | 3× 1×                    | Raport  | 2× 1×         | Arena Ludwigsburg, Ludwigsburg Asistență: 2105 Arbitri: Budzák, Záhradník |

| 22 ianuarie 2023 14:00 | RK Krim Mercator       | 42 – 31 | DHK Baník Most | Hala Tivoli, Ljubljana Asistență: 1023 Arbitri: Ilieva, Karbeska |
| 22 ianuarie 2023 14:00 | Dmitrieva, Radičević 9 | (24–11) | Cholevová 10   | Hala Tivoli, Ljubljana Asistență: 1023 Arbitri: Ilieva, Karbeska |
| 22 ianuarie 2023 14:00 | 3× 1×                  | Raport  | 3× 1×          | Hala Tivoli, Ljubljana Asistență: 1023 Arbitri: Ilieva, Karbeska |

| 4 februarie 2023 16:00 | FTC-Rail Cargo Hungaria | 28 – 23 | SG BBM Bietigheim | ÉRD Aréna, Érd Asistență: 2000 Arbitri: Braseth, Sundet |
| 4 februarie 2023 16:00 | Klujber, Malestein 7    | (10–12) | Malá 6            | ÉRD Aréna, Érd Asistență: 2000 Arbitri: Braseth, Sundet |
| 4 februarie 2023 16:00 | 4×                      | Raport  | 2×                | ÉRD Aréna, Érd Asistență: 2000 Arbitri: Braseth, Sundet |

| 4 februarie 2023 18:00 | Vipers Kristiansand    | 36 – 31 | RK Krim Mercator                   | Aquarama Kristiansand, Kristiansand Asistență: 1583 Arbitri: Doicinov, Gorețov |
| 4 februarie 2023 18:00 | Jeřábková, Viahireva 8 | (20–15) | Radičević, Radosavljević, Stanko 4 | Aquarama Kristiansand, Kristiansand Asistență: 1583 Arbitri: Doicinov, Gorețov |
| 4 februarie 2023 18:00 | 5×                     | Raport  | 3×                                 | Aquarama Kristiansand, Kristiansand Asistență: 1583 Arbitri: Doicinov, Gorețov |

| 5 februarie 2023 16:00 | CSM București | 30 – 30 | Brest Bretagne Handball | Sala Polivalentă, București Asistență: 5000 Arbitri: Metalari, Nikolovski |
| 5 februarie 2023 16:00 | Neagu 9       | (15–18) | Jauković 8              | Sala Polivalentă, București Asistență: 5000 Arbitri: Metalari, Nikolovski |
| 5 februarie 2023 16:00 | 1×            | Raport  | 1×                      | Sala Polivalentă, București Asistență: 5000 Arbitri: Metalari, Nikolovski |

| 5 februarie 2023 16:00 | DHK Baník Most | 19 – 37 | Odense Håndbold | Rocknet aréna, Chomutov Asistență: 520 Arbitri: Rauchs, Linster |
| 5 februarie 2023 16:00 | Cholevová 5    | (10–16) | Housheer 7      | Rocknet aréna, Chomutov Asistență: 520 Arbitri: Rauchs, Linster |
| 5 februarie 2023 16:00 | 6×             | Raport  | 1×              | Rocknet aréna, Chomutov Asistență: 520 Arbitri: Rauchs, Linster |

| 11 februarie 2023 18:00 | Brest Bretagne Handball | 29 – 36 | Vipers Kristiansand | Brest Arena, Brest Asistență: 4077 Arbitri: Duplîi, Pobedrina |
| 11 februarie 2023 18:00 | Toublanc 6              | (15–17) | Jeřábková 8         | Brest Arena, Brest Asistență: 4077 Arbitri: Duplîi, Pobedrina |
| 11 februarie 2023 18:00 | 2×                      | Raport  | 5× 2×               | Brest Arena, Brest Asistență: 4077 Arbitri: Duplîi, Pobedrina |

| 12 februarie 2023 14:00 | SG BBM Bietigheim | 47 – 25 | DHK Baník Most | Arena Ludwigsburg, Ludwigsburg Asistență: 1661 Arbitri: Geraets, Geraets |
| 12 februarie 2023 14:00 | Döll, Meyer 7     | (22–12) | Cholevová 6    | Arena Ludwigsburg, Ludwigsburg Asistență: 1661 Arbitri: Geraets, Geraets |
| 12 februarie 2023 14:00 |                   | Raport  | 2×             | Arena Ludwigsburg, Ludwigsburg Asistență: 1661 Arbitri: Geraets, Geraets |

| 12 februarie 2023 14:00 | RK Krim Mercator    | 28 – 26 | CSM București | Hala Tivoli, Ljubljana Asistență: 1350 Arbitri: Konjičanin, Konjičanin |
| 12 februarie 2023 14:00 | Radičević, Stanko 7 | (13–14) | Neagu 6       | Hala Tivoli, Ljubljana Asistență: 1350 Arbitri: Konjičanin, Konjičanin |
| 12 februarie 2023 14:00 | 4×                  | Raport  | 2×            | Hala Tivoli, Ljubljana Asistență: 1350 Arbitri: Konjičanin, Konjičanin |

| 12 februarie 2023 16:00 | Odense Håndbold | 25 – 28 | FTC-Rail Cargo Hungaria | Sydbank Arena, Odense Asistență: 2103 Arbitri: Mandák, Rudinský |
| 12 februarie 2023 16:00 | Housheer 6      | (9–15)  | Klujber 8               | Sydbank Arena, Odense Asistență: 2103 Arbitri: Mandák, Rudinský |
| 12 februarie 2023 16:00 | 1×              | Raport  | 5×                      | Sydbank Arena, Odense Asistență: 2103 Arbitri: Mandák, Rudinský |

### Grupa B
| Loc | Echipa               | MJ | V  | E | Î  | GM  | GP  | DG   | Pct | Calificare           |
| --- | -------------------- | -- | -- | - | -- | --- | --- | ---- | --- | -------------------- |
| 1   | Metz Handball        | 14 | 12 | 1 | 1  | 429 | 352 | +77  | 25  | Sferturile de finală |
| 2   | Győri Audi ETO KC    | 14 | 11 | 0 | 3  | 444 | 347 | +97  | 22  | Sferturile de finală |
| 3   | Team Esbjerg         | 14 | 10 | 0 | 4  | 455 | 367 | +88  | 20  | Playoff              |
| 4   | CS Rapid București   | 14 | 9  | 2 | 3  | 441 | 404 | +37  | 20  | Playoff              |
| 5   | Budućnost BEMAX      | 14 | 6  | 1 | 7  | 346 | 366 | −20  | 13  | Playoff              |
| 6   | Storhamar HE         | 14 | 4  | 0 | 10 | 377 | 406 | −29  | 8   | Playoff              |
| 7   | Kastamonu Bld. GSK   | 14 | 1  | 1 | 12 | 341 | 452 | −111 | 3   |                      |
| 8   | RK Lokomotiva Zagreb | 14 | 0  | 1 | 13 | 276 | 415 | −139 | 1   |                      |

1. 1 2  Team Esbjerg 67–64 Rapid București

| 10 septembrie 2022 16:00 | Kastamonu Bld. GSK | 27 – 40 | Budućnost BEMAX | Kastamonu Merkez Spor Salonu, Kastamonu Asistență: 1000 Arbitri: Covalciuc, Covalciuc |
| 10 septembrie 2022 16:00 | Ježić 8            | (13–20) | Raičević 13     | Kastamonu Merkez Spor Salonu, Kastamonu Asistență: 1000 Arbitri: Covalciuc, Covalciuc |
| 10 septembrie 2022 16:00 | 3×                 | Raport  | 2×              | Kastamonu Merkez Spor Salonu, Kastamonu Asistență: 1000 Arbitri: Covalciuc, Covalciuc |

| 10 septembrie 2022 18:00 | RK Lokomotiva Zagreb | 27 – 31 | CS Rapid București | Sportska dvorana Sutinska vrela, Zagreb Asistență: 400 Arbitri: Braseth, Sundet |
| 10 septembrie 2022 18:00 | Birtić, Posavec 6    | (12–16) | Badea, Buceschi 6  | Sportska dvorana Sutinska vrela, Zagreb Asistență: 400 Arbitri: Braseth, Sundet |
| 10 septembrie 2022 18:00 | 4× 1×                | Raport  | 1×                 | Sportska dvorana Sutinska vrela, Zagreb Asistență: 400 Arbitri: Braseth, Sundet |

| 11 septembrie 2022 16:00 | Team Esbjerg | 29 – 31 | Győri Audi ETO KC | Blue Water Dokken, Esbjerg Asistență: 2650 Arbitri: Panayides, Andreou |
| 11 septembrie 2022 16:00 | Mørk 13      | (13–13) | Gros 9            | Blue Water Dokken, Esbjerg Asistență: 2650 Arbitri: Panayides, Andreou |
| 11 septembrie 2022 16:00 | 2×           | Raport  | 4× 1×             | Blue Water Dokken, Esbjerg Asistență: 2650 Arbitri: Panayides, Andreou |

| 11 septembrie 2022 16:00 | Metz Handball | 31 – 22 | Storhamar HE | Palais des Sports Jean-Weille, Nancy Asistență: 2156 Arbitri: Ilieva, Karbeska |
| 11 septembrie 2022 16:00 | Bouktit 6     | (21–9)  | Jakobsen 8   | Palais des Sports Jean-Weille, Nancy Asistență: 2156 Arbitri: Ilieva, Karbeska |
| 11 septembrie 2022 16:00 | 3× 2×         | Raport  | 2×           | Palais des Sports Jean-Weille, Nancy Asistență: 2156 Arbitri: Ilieva, Karbeska |

| 17 septembrie 2022 16:00 | Budućnost BEMAX | 23 – 28 | Team Esbjerg | Centrul Sportiv Morača, Podgorica Asistență: 1200 Arbitri: Budzák, Záhradník |
| 17 septembrie 2022 16:00 | Raičević 6      | (11–16) | Reistad 10   | Centrul Sportiv Morača, Podgorica Asistență: 1200 Arbitri: Budzák, Záhradník |
| 17 septembrie 2022 16:00 | 7× 1×           | Raport  | 7× 1×        | Centrul Sportiv Morača, Podgorica Asistență: 1200 Arbitri: Budzák, Záhradník |

| 17 septembrie 2022 18:00 | Storhamar HE | 37 – 13 | RK Lokomotiva Zagreb | Boligpartner Arena, Hamar Asistență: 1244 Arbitri: Duplîi, Pobedrina |
| 17 septembrie 2022 18:00 | Abdulla 9    | (22–7)  | Posavec 4            | Boligpartner Arena, Hamar Asistență: 1244 Arbitri: Duplîi, Pobedrina |
| 17 septembrie 2022 18:00 | 3×           | Raport  | 5× 1×                | Boligpartner Arena, Hamar Asistență: 1244 Arbitri: Duplîi, Pobedrina |

| 18 septembrie 2022 14:00 | CS Rapid București | 32 – 32 | Metz Handball | Sala Polivalentă, București Asistență: 3020 Arbitri: Mata, López |
| 18 septembrie 2022 14:00 | Buceschi, Ostase 5 | (16–21) | De Paula 11   | Sala Polivalentă, București Asistență: 3020 Arbitri: Mata, López |
| 18 septembrie 2022 14:00 | 1×                 | Raport  | 5×            | Sala Polivalentă, București Asistență: 3020 Arbitri: Mata, López |

| 18 septembrie 2022 16:00 | Győri Audi ETO KC    | 44 – 25 | Kastamonu Bld. GSK | Audi Aréna, Győr Asistență: 2817 Arbitri: Praštalo, Balvan |
| 18 septembrie 2022 16:00 | Blohm, Kristiansen 8 | (23–14) | Carlos, Ježić 7    | Audi Aréna, Győr Asistență: 2817 Arbitri: Praštalo, Balvan |
| 18 septembrie 2022 16:00 | 3× 1×                | Raport  | 4× 1×              | Audi Aréna, Győr Asistență: 2817 Arbitri: Praštalo, Balvan |

| 24 septembrie 2022 18:00 | RK Lokomotiva Zagreb | 24 – 25 | Budućnost BEMAX | Sportska dvorana Sutinska vrela, Zagreb Asistență: 300 Arbitri: Doicinov, Gorețov |
| 24 septembrie 2022 18:00 | Birtić 5             | (14–13) | Raičević 7      | Sportska dvorana Sutinska vrela, Zagreb Asistență: 300 Arbitri: Doicinov, Gorețov |
| 24 septembrie 2022 18:00 | 5×                   | Raport  | 4× 1×           | Sportska dvorana Sutinska vrela, Zagreb Asistență: 300 Arbitri: Doicinov, Gorețov |

| 24 septembrie 2023 18:00 | Győri Audi ETO KC          | 24 – 28 | Metz Handball | Audi Aréna, Győr Asistență: 4019 Arbitri: Braseth, Sundet |
| 24 septembrie 2023 18:00 | Blohm, Hansen, Nze Minko 4 | (14–18) | Valentini 7   | Audi Aréna, Győr Asistență: 4019 Arbitri: Braseth, Sundet |
| 24 septembrie 2023 18:00 | 2× 1×                      | Raport  | 8× 1×         | Audi Aréna, Győr Asistență: 4019 Arbitri: Braseth, Sundet |

| 25 septembrie 2022 14:00 | Kastamonu Bld. GSK | 26 – 33 | CS Rapid București | Kastamonu Merkez Spor Salonu, Kastamonu Arbitri: Antić, Jakovljević |
| 25 septembrie 2022 14:00 | Carlos, Ježić 6    | (12–15) | Buceschi 7         | Kastamonu Merkez Spor Salonu, Kastamonu Arbitri: Antić, Jakovljević |
| 25 septembrie 2022 14:00 | 6× 1×              | Raport  | 1×                 | Kastamonu Merkez Spor Salonu, Kastamonu Arbitri: Antić, Jakovljević |

| 25 septembrie 2022 16:00 | Team Esbjerg | 35 – 25 | Storhamar HE | Blue Water Dokken, Esbjerg Asistență: 2400 Arbitri: Kijauskaitė, Žalienė |
| 25 septembrie 2022 16:00 | Reistad 8    | (21–10) | Jakobsen 9   | Blue Water Dokken, Esbjerg Asistență: 2400 Arbitri: Kijauskaitė, Žalienė |
| 25 septembrie 2022 16:00 | 5× 1×        | Raport  | 4× 2×        | Blue Water Dokken, Esbjerg Asistență: 2400 Arbitri: Kijauskaitė, Žalienė |

| 8 octombrie 2022 16:00 | Budućnost BEMAX | 28 – 36 | Metz Handball | Centrul Sportiv Morača, Podgorica Asistență: 545 Arbitri: Christiansen, Hansen |
| 8 octombrie 2022 16:00 | Raičević 10     | (16–21) | De Paula 9    | Centrul Sportiv Morača, Podgorica Asistență: 545 Arbitri: Christiansen, Hansen |
| 8 octombrie 2022 16:00 | 3× 2×           | Raport  | 3×            | Centrul Sportiv Morača, Podgorica Asistență: 545 Arbitri: Christiansen, Hansen |

| 8 octombrie 2022 18:00 | Storhamar HE | 31 – 29 | Kastamonu Bld. GSK | Boligpartner Arena, Hamar Asistență: 1104 Arbitri: Backović, Palačković |
| 8 octombrie 2022 18:00 | Jakobsen 9   | (12–13) | Carlos 14          | Boligpartner Arena, Hamar Asistență: 1104 Arbitri: Backović, Palačković |
| 8 octombrie 2022 18:00 | 3× 1×        | Raport  | 2× 1×              | Boligpartner Arena, Hamar Asistență: 1104 Arbitri: Backović, Palačković |

| 9 octombrie 2022 14:00 | CS Rapid București       | 34 – 32 | Team Esbjerg | Sala Sporturilor, Mioveni Asistență: 1500 Arbitri: Duplîi, Pobedrina |
| 9 octombrie 2022 14:00 | Grozav, Korsós, Ostase 5 | (19–14) | Reistad 9    | Sala Sporturilor, Mioveni Asistență: 1500 Arbitri: Duplîi, Pobedrina |
| 9 octombrie 2022 14:00 | 2× 1×                    | Raport  | 7× 2×        | Sala Sporturilor, Mioveni Asistență: 1500 Arbitri: Duplîi, Pobedrina |

| 9 octombrie 2022 16:00 | Győri Audi ETO KC  | 32 – 16 | RK Lokomotiva Zagreb | Audi Aréna, Győr Asistență: 2047 Arbitri: Ilieva, Karbeska |
| 9 octombrie 2022 16:00 | Fodor, Nze Minko 7 | (15–8)  | Birtić 3             | Audi Aréna, Győr Asistență: 2047 Arbitri: Ilieva, Karbeska |
| 9 octombrie 2022 16:00 | 4× 2×              | Raport  | 3×                   | Audi Aréna, Győr Asistență: 2047 Arbitri: Ilieva, Karbeska |

| 15 octombrie 2022 16:00 | Kastamonu Bld. GSK | 26 – 23 | RK Lokomotiva Zagreb    | Kastamonu Merkez Spor Salonu, Kastamonu Asistență: 1000 Arbitri: Lidacka, Lesiak |
| 15 octombrie 2022 16:00 | Carlos 9           | (16–11) | Malec, Posavec, Tupek 5 | Kastamonu Merkez Spor Salonu, Kastamonu Asistență: 1000 Arbitri: Lidacka, Lesiak |
| 15 octombrie 2022 16:00 | 3×                 | Raport  | 3× 1×                   | Kastamonu Merkez Spor Salonu, Kastamonu Asistență: 1000 Arbitri: Lidacka, Lesiak |

| 15 octombrie 2022 18:00 | Budućnost BEMAX | 30 – 30 | CS Rapid București | Centrul Sportiv Morača, Podgorica Asistență: 653 Arbitri: Merz, Kuttler |
| 15 octombrie 2022 18:00 | Raičević 12     | (13–10) | Grozav, López 7    | Centrul Sportiv Morača, Podgorica Asistență: 653 Arbitri: Merz, Kuttler |
| 15 octombrie 2022 18:00 | 2×              | Raport  | 1×                 | Centrul Sportiv Morača, Podgorica Asistență: 653 Arbitri: Merz, Kuttler |

| 16 octombrie 2022 16:00 | Storhamar HE | 21 – 35 | Győri Audi ETO KC | Boligpartner Arena, Hamar Asistență: 1672 Arbitri: Doicinov, Gorețov |
| 16 octombrie 2022 16:00 | Obaidli 5    | (13–15) | Gros 6            | Boligpartner Arena, Hamar Asistență: 1672 Arbitri: Doicinov, Gorețov |
| 16 octombrie 2022 16:00 | 3× 1×        | Raport  | 2×                | Boligpartner Arena, Hamar Asistență: 1672 Arbitri: Doicinov, Gorețov |

| 16 octombrie 2022 16:00 | Team Esbjerg | 35 – 28 | Metz Handball | Blue Water Dokken, Esbjerg Asistență: 2490 Arbitri: Jović, Arnautović |
| 16 octombrie 2022 16:00 | Breistøl 9   | (18–12) | De Paula 8    | Blue Water Dokken, Esbjerg Asistență: 2490 Arbitri: Jović, Arnautović |
| 16 octombrie 2022 16:00 | 5×           | Raport  | 6× 1×         | Blue Water Dokken, Esbjerg Asistență: 2490 Arbitri: Jović, Arnautović |

| 22 octombrie 2022 18:00 | Győri Audi ETO KC | 32 – 19 | Budućnost BEMAX     | Audi Aréna, Győr Asistență: 3379 Arbitri: Backović, Palačković |
| 22 octombrie 2022 18:00 | Kristiansen 6     | (15–9)  | Agović, Pavićević 5 | Audi Aréna, Győr Asistență: 3379 Arbitri: Backović, Palačković |
| 22 octombrie 2022 18:00 | 3× 1×             | Raport  | 5× 2× 1×            | Audi Aréna, Győr Asistență: 3379 Arbitri: Backović, Palačković |

| 22 octombrie 2022 18:00 | Metz Handball | 38 – 13 | RK Lokomotiva Zagreb | Palais omnisports Les Arènes, Metz Asistență: 3188 Arbitri: Budzák, Záhradník |
| 22 octombrie 2022 18:00 | Valentini 7   | (20–6)  | Posavec 4            | Palais omnisports Les Arènes, Metz Asistență: 3188 Arbitri: Budzák, Záhradník |
| 22 octombrie 2022 18:00 | 1×            | Raport  | 2×                   | Palais omnisports Les Arènes, Metz Asistență: 3188 Arbitri: Budzák, Záhradník |

| 23 octombrie 2022 14:00 | CS Rapid București | 27 – 25 | Storhamar HE        | Sala Polivalentă, București Asistență: 3600 Arbitri: Praštalo, Balvan |
| 23 octombrie 2022 14:00 | Gutiérrez 6        | (14–15) | Abdulla, Jakobsen 6 | Sala Polivalentă, București Asistență: 3600 Arbitri: Praštalo, Balvan |
| 23 octombrie 2022 14:00 | 3× 1×              | Raport  | 3× 1×               | Sala Polivalentă, București Asistență: 3600 Arbitri: Praštalo, Balvan |

| 23 octombrie 2022 14:00 | Kastamonu Bld. GSK         | 27 – 43 | Team Esbjerg        | Kastamonu Merkez Spor Salonu, Kastamonu Asistență: 750 Arbitri: Ilieva, Karbeska |
| 23 octombrie 2022 14:00 | Demirçelen, İskenderoğlu 6 | (12–25) | Ingstad, Türkoglu 7 | Kastamonu Merkez Spor Salonu, Kastamonu Asistență: 750 Arbitri: Ilieva, Karbeska |
| 23 octombrie 2022 14:00 | 2×                         | Raport  | 2× 1×               | Kastamonu Merkez Spor Salonu, Kastamonu Asistență: 750 Arbitri: Ilieva, Karbeska |

| 3 decembrie 2022 16:00 | RK Lokomotiva Zagreb | 18 – 30 | Team Esbjerg | Sportska dvorana Sutinska vrela, Zagreb Asistență: 300 Arbitri: Sîrbu, Serdiuc |
| 3 decembrie 2022 16:00 | Malec 6              | (8–14)  | Reistad 7    | Sportska dvorana Sutinska vrela, Zagreb Asistență: 300 Arbitri: Sîrbu, Serdiuc |
| 3 decembrie 2022 16:00 | 3× 1×                | Raport  | 4× 1×        | Sportska dvorana Sutinska vrela, Zagreb Asistență: 300 Arbitri: Sîrbu, Serdiuc |

| 3 decembrie 2022 18:00 | Győri Audi ETO KC | 32 – 30 | CS Rapid București | Audi Aréna, Győr Asistență: 4600 Arbitri: Hannes, Hannes |
| 3 decembrie 2022 18:00 | Gros 8            | (18–15) | O. Kanor 7         | Audi Aréna, Győr Asistență: 4600 Arbitri: Hannes, Hannes |
| 3 decembrie 2022 18:00 | 4× 1×             | Raport  | 4×                 | Audi Aréna, Győr Asistență: 4600 Arbitri: Hannes, Hannes |

| 3 decembrie 2022 18:00 | Budućnost BEMAX | 24 – 23 | Storhamar HE      | Centrul Sportiv Morača, Podgorica Asistență: 500 Arbitri: Duplîi, Pobedrina |
| 3 decembrie 2022 18:00 | Raičević 7      | (12–11) | patru jucătoare 4 | Centrul Sportiv Morača, Podgorica Asistență: 500 Arbitri: Duplîi, Pobedrina |
| 3 decembrie 2022 18:00 | 4×              | Raport  | 3× 1×             | Centrul Sportiv Morača, Podgorica Asistență: 500 Arbitri: Duplîi, Pobedrina |

| 3 decembrie 2022 18:00 | Metz Handball | 35 – 24 | Kastamonu Bld. GSK | Palais omnisports Les Arènes, Metz Asistență: 2978 Arbitri: Doicinov, Gorețov |
| 3 decembrie 2022 18:00 | De Paula 7    | (18–14) | Chebbah 7          | Palais omnisports Les Arènes, Metz Asistență: 2978 Arbitri: Doicinov, Gorețov |
| 3 decembrie 2022 18:00 | 2×            | Raport  | 2× 1×              | Palais omnisports Les Arènes, Metz Asistență: 2978 Arbitri: Doicinov, Gorețov |

| 10 decembrie 2022 16:00 | Kastamonu Bld. GSK | 23 – 28 | Metz Handball | Kastamonu Merkez Spor Salonu, Kastamonu Asistență: 500 Arbitri: Vitaku, Vitaku |
| 10 decembrie 2022 16:00 | Ježić 6            | (13–13) | L. Kanor 4    | Kastamonu Merkez Spor Salonu, Kastamonu Asistență: 500 Arbitri: Vitaku, Vitaku |
| 10 decembrie 2022 16:00 | 3×                 | Raport  | 3× 2×         | Kastamonu Merkez Spor Salonu, Kastamonu Asistență: 500 Arbitri: Vitaku, Vitaku |

| 10 decembrie 2022 18:00 | Team Esbjerg | 33 – 20 | RK Lokomotiva Zagreb | Blue Water Dokken, Esbjerg Asistență: 1800 Arbitri: Iovcev, Ioncev |
| 10 decembrie 2022 18:00 | Reistad 8    | (18–13) | Birtić 6             | Blue Water Dokken, Esbjerg Asistență: 1800 Arbitri: Iovcev, Ioncev |
| 10 decembrie 2022 18:00 | 3× 1×        | Raport  | 4× 2×                | Blue Water Dokken, Esbjerg Asistență: 1800 Arbitri: Iovcev, Ioncev |

| 11 decembrie 2022 14:00 | CS Rapid București | 30 – 27 | Győri Audi ETO KC         | Sala Polivalentă, București Asistență: 5000 Arbitri: Jurinović, Mrvica |
| 11 decembrie 2022 14:00 | Buceschi, Grozav 7 | (15–16) | Nze Minko, Oftedal, Ryu 5 | Sala Polivalentă, București Asistență: 5000 Arbitri: Jurinović, Mrvica |
| 11 decembrie 2022 14:00 | 1×                 | Raport  | 3× 1×                     | Sala Polivalentă, București Asistență: 5000 Arbitri: Jurinović, Mrvica |

| 11 decembrie 2022 16:00 | Storhamar HE | 25 – 27 | Budućnost BEMAX | Boligpartner Arena, Hamar Asistență: 971 Arbitri: Lovin, Stancu |
| 11 decembrie 2022 16:00 | Obaidli 6    | (12–13) | Kepić 8         | Boligpartner Arena, Hamar Asistență: 971 Arbitri: Lovin, Stancu |
| 11 decembrie 2022 16:00 | 3× 1×        | Raport  | 3× 1×           | Boligpartner Arena, Hamar Asistență: 971 Arbitri: Lovin, Stancu |

| 17 decembrie 2022 18:00 | Budućnost BEMAX | 23 – 25 | Győri Audi ETO KC | Centrul Sportiv Morača, Podgorica Asistență: 1300 Arbitri: Ilieva, Karbeska |
| 17 decembrie 2022 18:00 | Ćorović 4       | (12–14) | Oftedal 6         | Centrul Sportiv Morača, Podgorica Asistență: 1300 Arbitri: Ilieva, Karbeska |
| 17 decembrie 2022 18:00 | 3× 2×           | Raport  | 5× 1×             | Centrul Sportiv Morača, Podgorica Asistență: 1300 Arbitri: Ilieva, Karbeska |

| 17 decembrie 2022 18:00 | Team Esbjerg | 39 – 31 | Kastamonu Bld. GSK | Blue Water Dokken, Esbjerg Asistență: 1410 Arbitri: Geraets, Geraets |
| 17 decembrie 2022 18:00 | Kamp 6       | (23–17) | Chebbah 12         | Blue Water Dokken, Esbjerg Asistență: 1410 Arbitri: Geraets, Geraets |
| 17 decembrie 2022 18:00 | 3× 1×        | Raport  | 2× 1×              | Blue Water Dokken, Esbjerg Asistență: 1410 Arbitri: Geraets, Geraets |

| 17 decembrie 2022 18:00 | Storhamar HE | 29 – 36 | CS Rapid București | Boligpartner Arena, Hamar Asistență: 723 Arbitri: Sá, Sá |
| 17 decembrie 2022 18:00 | Jakobsen 9   | (15–17) | Grozav 7           | Boligpartner Arena, Hamar Asistență: 723 Arbitri: Sá, Sá |
| 17 decembrie 2022 18:00 | 4×           | Raport  | 3×                 | Boligpartner Arena, Hamar Asistență: 723 Arbitri: Sá, Sá |

| 18 decembrie 2022 16:00 | RK Lokomotiva Zagreb | 18 – 27 | Metz Handball   | Sportska dvorana Sutinska vrela, Zagreb Asistență: 400 Arbitri: Duplîi, Pobedrina |
| 18 decembrie 2022 16:00 | Malec 5              | (6–13)  | Bont, Bouktit 5 | Sportska dvorana Sutinska vrela, Zagreb Asistență: 400 Arbitri: Duplîi, Pobedrina |
| 18 decembrie 2022 16:00 | 4× 1×                | Raport  | 2×              | Sportska dvorana Sutinska vrela, Zagreb Asistență: 400 Arbitri: Duplîi, Pobedrina |

| 7 ianuarie 2023 16:00 | Győri Audi ETO KC | 39 – 26 | Storhamar HE | Audi Aréna, Győr Asistență: 4179 Arbitri: Vranes, Wenninger |
| 7 ianuarie 2023 16:00 | Blohm, Oftedal 5  | (17–13) | Obaidli 6    | Audi Aréna, Győr Asistență: 4179 Arbitri: Vranes, Wenninger |
| 7 ianuarie 2023 16:00 | 5×                | Raport  | 5×           | Audi Aréna, Győr Asistență: 4179 Arbitri: Vranes, Wenninger |

| 8 ianuarie 2023 14:00 | RK Lokomotiva Zagreb | 26 – 26 | Kastamonu Bld. GSK | Sportska dvorana Sutinska vrela, Zagreb Asistență: 350 Arbitri: Lovin, Stancu |
| 8 ianuarie 2023 14:00 | Birtić 7             | (12–14) | Chebbah 8          | Sportska dvorana Sutinska vrela, Zagreb Asistență: 350 Arbitri: Lovin, Stancu |
| 8 ianuarie 2023 14:00 | 2× 1×                | Raport  | 4× 2×              | Sportska dvorana Sutinska vrela, Zagreb Asistență: 350 Arbitri: Lovin, Stancu |

| 8 ianuarie 2023 16:00 | CS Rapid București | 39 – 29 | Budućnost BEMAX | Sala Polivalentă, București Asistență: 4500 Arbitri: Barysas, Petrušis |
| 8 ianuarie 2023 16:00 | Polman 6           | (17–12) | Godeč 8         | Sala Polivalentă, București Asistență: 4500 Arbitri: Barysas, Petrušis |
| 8 ianuarie 2023 16:00 | 5×                 | Raport  | 2×              | Sala Polivalentă, București Asistență: 4500 Arbitri: Barysas, Petrušis |

| 8 ianuarie 2023 16:00 | Metz Handball | 26 – 24 | Team Esbjerg | Palais omnisports Les Arènes, Metz Asistență: 3654 Arbitri: Jurinović, Mrvica |
| 8 ianuarie 2023 16:00 | Jørgensen 7   | (11–11) | Reistad 7    | Palais omnisports Les Arènes, Metz Asistență: 3654 Arbitri: Jurinović, Mrvica |
| 8 ianuarie 2023 16:00 | 1×            | Raport  | 1×           | Palais omnisports Les Arènes, Metz Asistență: 3654 Arbitri: Jurinović, Mrvica |

| 14 ianuarie 2023 18:00 | RK Lokomotiva Zagreb | 16 – 27 | Győri Audi ETO KC | Sportska dvorana Sutinska vrela, Zagreb Asistență: 490 Arbitri: Vujačić, Kažanegra |
| 14 ianuarie 2023 18:00 | Petika 8             | (8–14)  | Gros 8            | Sportska dvorana Sutinska vrela, Zagreb Asistență: 490 Arbitri: Vujačić, Kažanegra |
| 14 ianuarie 2023 18:00 | 3× 1×                | Raport  | 3× 1×             | Sportska dvorana Sutinska vrela, Zagreb Asistență: 490 Arbitri: Vujačić, Kažanegra |

| 15 ianuarie 2023 14:00 | Kastamonu Bld. GSK | 28 – 33 | Storhamar HE | Kastamonu Merkez Spor Salonu, Kastamonu Asistență: 1100 Arbitri: Metalari, Nikolovski |
| 15 ianuarie 2023 14:00 | Ježić 5            | (13–17) | Obaidli 13   | Kastamonu Merkez Spor Salonu, Kastamonu Asistență: 1100 Arbitri: Metalari, Nikolovski |
| 15 ianuarie 2023 14:00 | 1×                 | Raport  | 3×           | Kastamonu Merkez Spor Salonu, Kastamonu Asistență: 1100 Arbitri: Metalari, Nikolovski |

| 15 ianuarie 2023 16:00 | Team Esbjerg | 35 – 30 | CS Rapid București | Blue Water Dokken, Esbjerg Asistență: 2800 Arbitri: Braseth, Sundet |
| 15 ianuarie 2023 16:00 | Reistad 15   | (18–13) | Gutiérrez 9        | Blue Water Dokken, Esbjerg Asistență: 2800 Arbitri: Braseth, Sundet |
| 15 ianuarie 2023 16:00 | 3×           | Raport  | 4× 1×              | Blue Water Dokken, Esbjerg Asistență: 2800 Arbitri: Braseth, Sundet |

| 15 ianuarie 2023 16:00 | Metz Handball | 29 – 23 | Budućnost BEMAX | Palais omnisports Les Arènes, Metz Asistență: 2808 Arbitri: Sá, Sá |
| 15 ianuarie 2023 16:00 | Valentini 6   | (13–9)  | Pletikosić 7    | Palais omnisports Les Arènes, Metz Asistență: 2808 Arbitri: Sá, Sá |
| 15 ianuarie 2023 16:00 | 5×            | Raport  | 5×              | Palais omnisports Les Arènes, Metz Asistență: 2808 Arbitri: Sá, Sá |

| 21 ianuarie 2023 16:00 | Budućnost BEMAX | 25 – 18 | RK Lokomotiva Zagreb | Centrul Sportiv Morača, Podgorica Asistență: 620 Arbitri: Backović, Palačković |
| 21 ianuarie 2023 16:00 | Godeč 6         | (16–8)  | Birtić 4             | Centrul Sportiv Morača, Podgorica Asistență: 620 Arbitri: Backović, Palačković |
| 21 ianuarie 2023 16:00 | 6× 1×           | Raport  | 5× 1×                | Centrul Sportiv Morača, Podgorica Asistență: 620 Arbitri: Backović, Palačković |

| 21 ianuarie 2023 18:00 | Metz Handball | 29 – 28 | Győri Audi ETO KC | Palais omnisports Les Arènes, Metz Asistență: 4500 Arbitri: Antić, Jakovljević |
| 21 ianuarie 2023 18:00 | Jørgensen 6   | (13–13) | Gros 10           | Palais omnisports Les Arènes, Metz Asistență: 4500 Arbitri: Antić, Jakovljević |
| 21 ianuarie 2023 18:00 | 2×            | Raport  | 1×                | Palais omnisports Les Arènes, Metz Asistență: 4500 Arbitri: Antić, Jakovljević |

| 22 ianuarie 2023 16:00 | CS Rapid București | 28 – 22 | Kastamonu Bld. GSK | Sala Polivalentă, București Asistență: 5000 Arbitri: Duplîi, Pobedrina |
| 22 ianuarie 2023 16:00 | Polman 6           | (15–13) | Chebbah 5          | Sala Polivalentă, București Asistență: 5000 Arbitri: Duplîi, Pobedrina |
| 22 ianuarie 2023 16:00 | 2×                 | Raport  | 2× 1×              | Sala Polivalentă, București Asistență: 5000 Arbitri: Duplîi, Pobedrina |

| 22 ianuarie 2023 16:00 | Storhamar HE         | 25 – 34 | Team Esbjerg | Boligpartner Arena, Hamar Asistență: 1624 Arbitri: Lidacka, Lesiak |
| 22 ianuarie 2023 16:00 | Johansson, Obaidli 5 | (11–19) | Reistad 7    | Boligpartner Arena, Hamar Asistență: 1624 Arbitri: Lidacka, Lesiak |
| 22 ianuarie 2023 16:00 | 2× 1×                | Raport  | 2×           | Boligpartner Arena, Hamar Asistență: 1624 Arbitri: Lidacka, Lesiak |

| 4 februarie 2023 16:00 | RK Lokomotiva Zagreb | 22 – 31 | Storhamar HE | Sportska dvorana Sutinska vrela, Zagreb Asistență: 200 Arbitri: Andorka, Hucker |
| 4 februarie 2023 16:00 | Birtić, Malec 6      | (12–17) | Obaidli 10   | Sportska dvorana Sutinska vrela, Zagreb Asistență: 200 Arbitri: Andorka, Hucker |
| 4 februarie 2023 16:00 | 5× 1×                | Raport  | 2× 1×        | Sportska dvorana Sutinska vrela, Zagreb Asistență: 200 Arbitri: Andorka, Hucker |

| 4 februarie 2023 18:00 | Metz Handball         | 36 – 34 | CS Rapid București          | Palais omnisports Les Arènes, Metz Asistență: 4398 Arbitri: Vujačić, Kažanegra |
| 4 februarie 2023 18:00 | Jørgensen, De Paula 8 | (20–17) | Badea, Janjušević, Korsós 6 | Palais omnisports Les Arènes, Metz Asistență: 4398 Arbitri: Vujačić, Kažanegra |
| 4 februarie 2023 18:00 | 2× 1×                 | Raport  | 3×                          | Palais omnisports Les Arènes, Metz Asistență: 4398 Arbitri: Vujačić, Kažanegra |

| 4 februarie 2023 18:00 | Team Esbjerg        | 30 – 20 | Budućnost BEMAX | Blue Water Dokken, Esbjerg Asistență: 2392 Arbitri: Praštalo, Balvan |
| 4 februarie 2023 18:00 | Reistad, Türkoglu 5 | (15–9)  | Raičević 5      | Blue Water Dokken, Esbjerg Asistență: 2392 Arbitri: Praštalo, Balvan |
| 4 februarie 2023 18:00 | 4× 1×               | Raport  | 4× 1×           | Blue Water Dokken, Esbjerg Asistență: 2392 Arbitri: Praštalo, Balvan |

| 5 februarie 2023 14:00 | Kastamonu Bld. GSK | 27 – 39 | Győri Audi ETO KC | Kastamonu Merkez Spor Salonu, Kastamonu Asistență: 500 Arbitri: Lindenbaum, Laron |
| 5 februarie 2023 14:00 | Chebbah 7          | (12–16) | Nze Minko 8       | Kastamonu Merkez Spor Salonu, Kastamonu Asistență: 500 Arbitri: Lindenbaum, Laron |
| 5 februarie 2023 14:00 | 4× 1×              | Raport  | 1×                | Kastamonu Merkez Spor Salonu, Kastamonu Asistență: 500 Arbitri: Lindenbaum, Laron |

| 9 februarie 2023 | Budućnost BEMAX | 10 – 0 | Kastamonu Bld. GSK | Centrul Sportiv Morača, Podgorica Arbitri: Iovcev, Ionțev |
| 9 februarie 2023 | Raport          |        |                    | Centrul Sportiv Morača, Podgorica Arbitri: Iovcev, Ionțev |
| 9 februarie 2023 |                 |        |                    | Centrul Sportiv Morača, Podgorica Arbitri: Iovcev, Ionțev |

| 11 februarie 2023 18:00 | Győri Audi ETO KC | 29 – 28 | Team Esbjerg | Audi Aréna, Győr Asistență: 5100 Arbitri: Sekulić, Jovandić |
| 11 februarie 2023 18:00 | Gros 7            | (12–11) | Reistad 12   | Audi Aréna, Győr Asistență: 5100 Arbitri: Sekulić, Jovandić |
| 11 februarie 2023 18:00 | 5×                | Raport  | 5× 1×        | Audi Aréna, Győr Asistență: 5100 Arbitri: Sekulić, Jovandić |

| 12 februarie 2023 16:00 | CS Rapid București | 27 – 22 | RK Lokomotiva Zagreb | Sala Polivalentă, București Asistență: 4500 Arbitri: Ilieva, Karbeska |
| 12 februarie 2023 16:00 | Kanor 9            | (15–12) | Petika 7             | Sala Polivalentă, București Asistență: 4500 Arbitri: Ilieva, Karbeska |
| 12 februarie 2023 16:00 | 4× 1×              | Raport  | 3× 1×                | Sala Polivalentă, București Asistență: 4500 Arbitri: Ilieva, Karbeska |

| 12 februarie 2023 16:00 | Storhamar HE | 24 – 26 | Metz Handball | Boligpartner Arena, Hamar Asistență: 958 Arbitri: Fukala, Mohyla |
| 12 februarie 2023 16:00 | Venn 6       | (16–11) | Bouktit 8     | Boligpartner Arena, Hamar Asistență: 958 Arbitri: Fukala, Mohyla |
| 12 februarie 2023 16:00 | 3× 1×        | Raport  | 5×            | Boligpartner Arena, Hamar Asistență: 958 Arbitri: Fukala, Mohyla |